# Иекавский тип произношения
Иекавский (екавский) тип произношения (сербохорв. ijekavski / jekavski izgovor, также ijekavica / jekavica и ijekavština / jekavština) — один из двух стандартных типов произношения сербскохорватского языка. Характерен для боснийской, черногорской и хорватской языковой нормы, в сербском языке присутствует наряду с экавским.

## Описание
В иекавских говорах праславянский гласный *ě («ять») реализован следующим образом:
- в долгом слоге — ije (dijéte, bijȇg, vijéće);
- в кратком слоге — je (djèca, bjèžati, sjȅna);
- в кратком слоге с предшествующим «согласный + r» — e (bregovi, sreća);
- перед гласным и согласными j, lj, nj, ć и đ (dio, prijašnji, priđašnji).

### Йотация
L и n перед je переходят, соответственно, в lj и nj (hljeb, njega).
Во многих иекавских говорах происходит переход d и t в ć и đ (đevojka, ćerati) и даже переход s в мягкий š (śekira). Некоторые из таких фонетических изменений вошли в литературную норму черногорского языка.

## Распространение
В штокавских диалектах данный тип произношения распространён в северной Далмации, Лике, Кордуне, Бановине и значительной части Славонии и Баранье, а также в северо-западной и восточной Боснии, восточной Герцеговине, Черногории и юго-западной Сербии.
В чакавских диалектах представлен в ластовском (иекавско-чакавском) наречии.

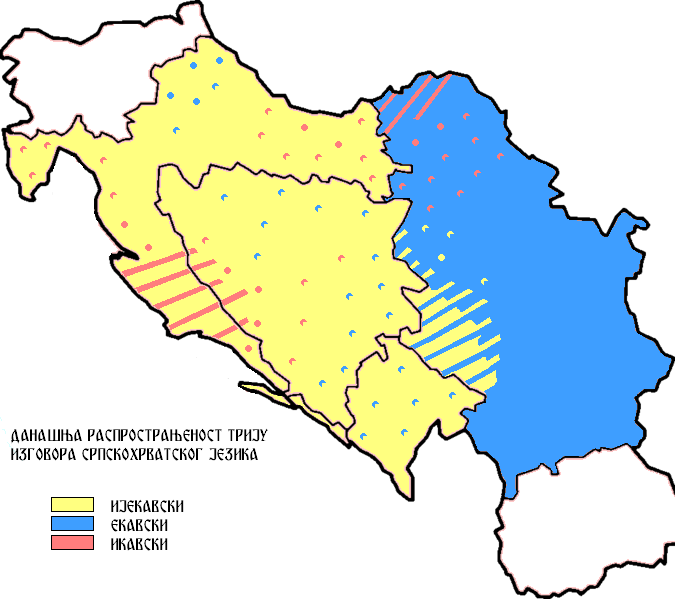
Диалекты сербскохорватского языка. Жёлтым отмечен иекавский тип произношения.
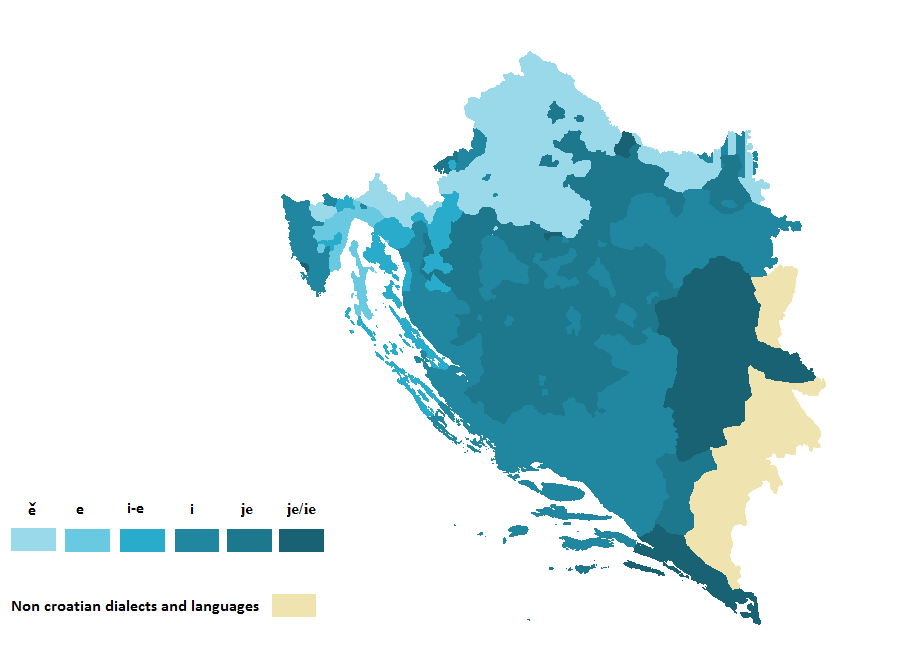
Реализация праславянского ятя в хорватском языке.
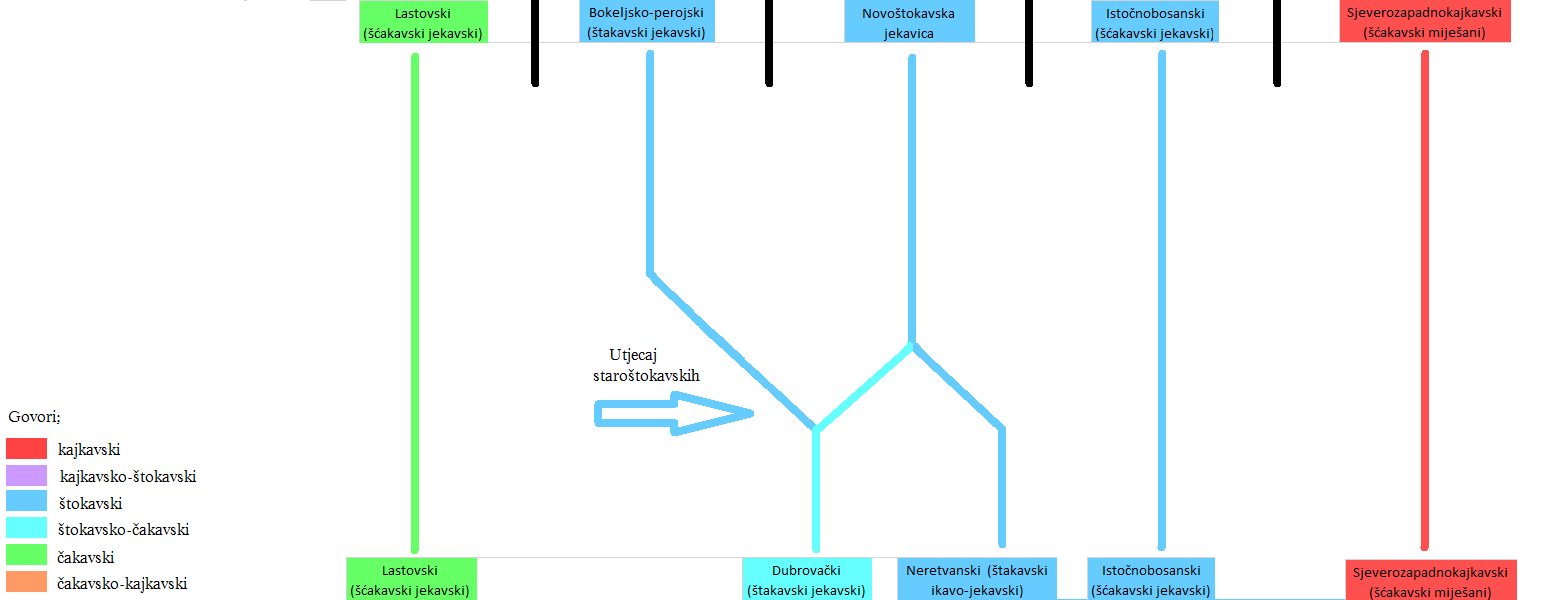
Схема иекавских наречий.